# Щавурський Борис Богданович
Щавурський Борис Богданович (нар. 3 жовтня 1963, с. Кип'ячка, Україна) — український поет, літературознавець, редактор. Член Національної спілки письменників (1994).

## Життєпис
Борис Щавурський народився 3 жовтня 1963 року в селі Кип'ячка. 
Закінчив філологічний факультет Тернопільського педагогічного інституту (1984, нині національний педагогічний університет).
Працював:
- вчителем української мови та літератури в селах Багатківці, Трудове (нині Могильниця) Теребовлянського, Козівка Тернопільського районів (1986—1989),
- асистентом кафедри української літератури Тернопільського національного педагогічного університету (1989).

З 1997 року — редактор, старший редактор видавництва «Навчальна книга — Богдан».
З травня 2024 року рецензент художньо-аналітичного альманаху «Кременецький культурний контекст».

## Творчість

### Укладач книг
- «Улюблені афоризми для розуму і серця» (2006),
- «Улюблені вірші про кохання» (у 2-х книгах, 2007),
- співредактор енциклопедичного довідника «Зарубіжні письменники» (т. 1 — 2005; т. 2 — 2006),
- «Книга любові. Поетична антологія» (2010),
- «Книга смерті. Поетична антологія» (2010),
- «Книга життя. Поетична антологія» (2010),
- «Від А до Б... і трохи далі: антологія російської поезії XX століття» (2011),
- «Червоне і чорне» (2011),
- «Чорне і червоне» (2011).

### Книги
- «Мідяки» (1992)
- «Правий берег сумної ріки» (1994)
- «Мідяки, спроба вибраного» (2000)
- «Вірші срібні та золоті» (2003)
- «Кип'ячка: Біографія Вітчизни» (2015)[2]

## Нагороди
- Премія імені Степана Будного (1994).
- Літературна премія «Автограф» (1996) міської газети «Тернопіль вечірній».
- Член літературного гурту «Західний вітер» (1992).